# کیهیدی
کیهیدی (به عربی: کیهیدی) شهری در موریتانی و مرکز استان گرگول است. کیهیدی ۴۹٬۱۵۲ نفر جمعیت دارد و ۲۳ متر بالاتر از سطح دریا واقع شده‌است.